# Regulärer Monomorphismus und Epimorphismus
Reguläre Monomorphismen und Epimorphismen sind Begriffe aus dem mathematischen Teilgebiet der Kategorientheorie. Es handelt sich um Verschärfungen der Monomorphismen beziehungsweise Epimorphismen.

## Definition
Ein Morphismus {\displaystyle e:Z\rightarrow X} in einer Kategorie heißt regulärer Monomorphismus, falls er ein Differenzkern ist, das heißt, falls es Morphismen {\displaystyle f,g:X\rightarrow Y} gibt, so dass {\displaystyle e} Differenzkern von {\displaystyle f} und {\displaystyle g} ist.
Dual dazu definiert man:
Ein Morphismus {\displaystyle e:Y\rightarrow Z} in einer Kategorie heißt regulärer Epimorphismus, falls er ein Differenzkokern ist, das heißt, falls es Morphismen {\displaystyle f,g:X\rightarrow Y} gibt, so dass {\displaystyle e} Differenzkokern von {\displaystyle f} und {\displaystyle g} ist.
Beachte, dass Differenzkerne stets Monomorphismen und Differenzkokerne stets Epimorphismen sind, so dass es sich hier tatsächlich um Verschärfungen der Begriffe Mono- und Epimorphismus handelt.

## Beispiele
- In den Kategorien der Mengen, der Gruppen, der {\displaystyle R}-Linksmoduln über einem Ring {\displaystyle R} oder in der Kategorie der kompakten Hausdorffräume sind alle Monomorphismen und Epimorphismen automatisch regulär. Hier bringt der Begriff also nichts Neues.
- In der Kategorie der topologischen Räume mit den stetigen Abbildungen sind die regulären Monomorphismen  genau die Homöomorphismen aufs Bild und die regulären Epimorphismen sind genau die topologischen Quotientenabbildungen. In dieser Kategorie findet man also mühelos Monomorphismen oder Epimorphismen, die nicht regulär sind.
- In der Kategorie der Ringe mit Eins und den Ringhomomorphismen, die das Einselement wieder auf das Einselement abbilden, ist die Inklusionsabbildung {\displaystyle \mathbb {Z} \hookrightarrow \mathbb {Q} } ein Monomorphismus, der nicht regulär ist.[4]
- Retraktionen sind reguläre Epimorphismen, Koretraktionen sind reguläre Monomorphismen.[5]

## Bemerkungen
- Reguläre Monomorphismen und reguläre Epimorphismen sind extrem.[6]
- Kompositionen regulärer Monomorphismen (bzw. Epimorphismen) sind im Allgemeinen nicht regulär.